# بيوض (اسماعيلية)
بيوض (بالفارسية: بیوض) هي قرية وتقع في إيران في قسم إسماعيلية الريفي. يقدر عدد سكانها بـ 81 نسمة .